# マルバダケブキ
マルバダケブキ（丸葉岳蕗、学名： Ligularia dentata ）はキク科メタカラコウ属の多年草。

## 特徴
茎の高さは40-120cmになる。根出葉は長い葉柄があり、葉身はフキに似た腎円形で径30-40cmになり、縁は鋸歯状になる。茎につく葉の葉柄の基部は広くふくれて茎を抱く。
花期は5-8月。茎の上部に散房状に5、6個の黄色い径5 -8 cmの頭花をつける。舌状花は10個ほど。トウゲブキ（エゾタカラコウ）にはある総苞の基部と花柄の基部の苞はない。冠毛は赤褐色になる。

## 分布と生育環境
本州、四国に分布し、山地や深山のやや湿った草地、林縁に自生する。本州中部地方から東北地方の山中に多く、四国にはまれにみられる。アジアでは中国大陸に広く分布する。

## ギャラリー
- 綿毛（丹沢山、2009年10月）
- 群生（櫛形山、2011年8月）